# スティーブン・ルエバノ
スティーブン・ルエバノ（Steven Luevano、1981年3月3日 - ）は、アメリカ合衆国の男性プロボクサー。メキシコ系アメリカ人。カリフォルニア州ロサンゼルス出身。元WBO世界フェザー級王者。

## 来歴
2000年6月17日にカリフォルニア州ベルガーデンズのバイシクル・クラブでプロデビュー。
2005年6月17日、アリゾナ州フェニックスでヘナロ・トラサンコスとWBCアメリカ大陸フェザー級暫定王座決定戦を行い、5回1分40秒TKO勝ちを収め、王座を獲得した。
2005年9月9日、ネバダ州ラフリンのエッジウォーターホテル&カジノでルーベン・エスタニスラオと対戦し、3-0（2者が118-110、117-111）の判定勝ちを収め、NABO北米スーパーバンタム級王座を獲得した。
2006年7月21日、コネチカット州アンキャスビルのモヒガン・サン・カジノでクリストバル・クルスと対戦し、12回3-0（115-110、117-108、116-109）の判定勝ちを収め、NABO北米フェザー級王座を獲得した。
2007年7月14日、ザ・O2アリーナで行われたWBO世界フェザー級王座決定戦でニッキー・クックと対戦し、11回0分29秒TKO勝ちを収め、王座を獲得した。
2007年10月6日、ラスベガスのマンダレイ・ベイ・イベント・センターでアントニオ・デービスと対戦し、3-0（119-108、119-108、118-109）の判定勝ちを収め、初防衛に成功した。
2008年3月15日、ラスベガスのマンダレイ・ベイ・イベント・センターで1位指名挑戦者ターサク・ゴーキャットジムと対戦し、12回3-0（118-109、2者が119-109）の判定勝ちを収め2度目の防衛に成功した。
2008年6月28日、ラスベガスのマンダレイ・ベイ・イベント・センターでマリオ・サンティアゴと対戦し、12回1-1（117-111、113-115、114-114）の判定で引分となったが3度目の防衛に成功した。
2008年10月18日、アトランティックシティのボードウォーク・ホールでビリー・ディブと対戦し、12回3-0（115-113、116-112、117-111）の判定勝ちを収め、4度目の防衛に成功した。
2009年8月15日、ラスベガスのハードロック・ホテル&カジノでバーナベ・コンセプシオンと対戦し、コンセプシオンに7回終了後に加撃され、7回終了時失格勝ちで5度目の防衛に成功した。
2010年1月23日、ニューヨークのマディソン・スクエア・ガーデンで元WBO世界スーパーバンタム級王者ファン・マヌエル・ロペスと対戦し、7回2分16秒TKO負けを喫し6度目の防衛に失敗、王座から陥落した。この試合を最後に現役を引退した。

## 獲得タイトル
- WBCアメリカ大陸フェザー級暫定王座
- NABO北米スーパーバンタム級王座
- NABO北米フェザー級王座
- WBO世界フェザー級王座（防衛5）